# Chrusty (Sobolew)
Chrusty – część wsi Sobolew w Polsce, położona w województwie mazowieckim, w powiecie garwolińskim, w gminie Sobolew.
W latach 1975–1998 Chrusty administracyjnie należały do województwa siedleckiego.